# 卡拉曼省
卡拉曼省（土耳其语：Karaman il）是位于土耳其中南部的一个省，面积8,816平方公里，首府卡拉曼。